# Nicole P. Stott
Nicole Marie Passonno Stott, född 19 november 1962 i Albany, New York, är en amerikansk astronaut uttagen i astronautgrupp 18 den 27 juli 2000.

## Rymdfärder
- Uppdragsspecialist ("MS5") på Discovery - STS-128 för att ingå i Expedition 20 och Expedition 21 på ISS. Deltog i första rymdpromenaden under STS-128.

- Discovery - STS-133